# Marco Murriero
Marco Murriero (Milão, 20 de janeiro de 1983) é um futebolista italiano.